# Gaetano Reina
Gaetano „Tom“ Reina (* 1889 in Corleone; † 26. Februar 1930 in New York City) war ein italoamerikanischer Mobster und Oberhaupt der Lucchese-Familie der Cosa Nostra in New York.

## Leben

### Frühe Jahre
Seine kriminelle Karriere begann in der Bronx und kontrollierte schon bald er den Handel mit Stangeneis, welches als Kühlmittel in den damaligen nicht-elektrischen Kühlschränken eingesetzt wurde. Zunächst existierte die Gruppe parallel zur Morello-Familie um Peter Morello in Harlem und in der Bronx, war dann aber unter Kontrolle des Mustache Petes Ciro Terranova, einem Halbbruder der Morellos. Unter Joe Masseria wurde er ein hochrangiges Mitglied der Familie, die heute als Vorläufer der Genovese-Familie gelten kann. Der spätere Pentito Joe Valachi heiratete Reinas älteste Tochter Mildred.

### Krieg von Castellammare
Ende der 1920er Jahre deutete sich der Konflikt zwischen Joe Masseria und Salvatore Maranzano an, der dann als Krieg von Castellammare bezeichnet wurde.

„Neben der Masseria-Gruppe agierte in Manhattan und Brooklyn in enger Anlehnung an Masseria die Al Mineo-Gang. Die Bronx kontrollierte Gaetano Reina, der Sohn von Giacomo Reina aus Corleone (…). Staten Island war das Arbeitsgebiet von Joseph Profaci. Die fünfte Gruppe stellte eine Besonderheit dar, da sie ihre Mitglieder ausschließlich aus Immigranten aus Castellammare del Golfo rekrutierte. Der nominelle Boss dieser Formation war Cola Schiro, das Sagen hatte jedoch Salvatore Maranzano. Die Castellammarese hatten sich ebenfalls für Manhattan und Brooklyn als Operationsgebiet entschieden. …“

Seit 1919 galt eine Alkoholprohibition in den USA und Maranzano begann Alkoholladungen von Masseria zu entführen und drang durch die gewaltsame Übernahme verschiedener „speakeasy“ auf dessen Gebiet vor. Masseria hatte von Gaetano Reina und seiner Bande mehr Geld eingefordert, worauf dieser sich an Maranzano wandte. Sein Frontwechsel war jedoch durch Peter Morello an Masseria verraten worden. Als Reaktion auf die Verratspläne von Reina plante Masseria zusammen mit Gaetano Gagliano dessen Ermordung. Die Tat wurde am 26. Februar 1930 durch Vito Genovese ausgeführt. Die Ermordung Gaetano Reinas wird heute als Beginn des Krieges von Castellammare gesehen.
Als neuen Boss über die Bande setzte er Joseph Pinzola ein. Weder Gagliano noch Lucchese waren von dieser Einsetzung von außen begeistert, hielten aber offiziell weiter zu Masseria. Nachdem unbekannte Killer im September 1930 Pinzola erschossen hatten, wurde Gagliano Boss der Reina-Gang. Inzwischen waren Gaetano Gagliano und Tommy Lucchese heimlich ein Bündnis mit Lucky Luciano eingegangen, der Masseria und Maranzano gegeneinander ausspielte. Dadurch wurde die Bande wieder eigenständig und später unter Tommy Lucchese als Lucchese-Familie berüchtigt.